# Произведение Адамара

Произведение Адамара оперирует двумя матрицами одинаковой размерности и создаёт новую матрицу идентичной размерности.

Произведение Адамара (произведение Шура, покомпонентное произведение) — бинарная операция над двумя матрицами одинаковой размерности, результатом которой является матрица той же размерности, в которой каждый элемент с индексами {\displaystyle i,j} — это произведение элементов с индексами {\displaystyle i,j} исходных матриц. Операция названа в честь французского математика Жака Адамара и немецкого математика Исая Шура.

## Определение и свойства
Для двух матриц {\displaystyle A,B} одинаковой размерности {\displaystyle m\times n} произведение Адамара определено как покомпонентное произведение двух матриц:
{\displaystyle (A\circ B)_{i,j}=(A\odot B)_{i,j}=(A)_{i,j}\cdot (B)_{i,j}}
Для двух матриц, которые имеют разные размерности, произведение Адамара не определено.
Пример для матриц 3×3:
{\displaystyle {\begin{bmatrix}a_{11}&a_{12}&a_{13}\\a_{21}&a_{22}&a_{23}\\a_{31}&a_{32}&a_{33}\end{bmatrix}}\odot {\begin{bmatrix}b_{11}&b_{12}&b_{13}\\b_{21}&b_{22}&b_{23}\\b_{31}&b_{32}&b_{33}\end{bmatrix}}={\begin{bmatrix}a_{11}\,b_{11}&a_{12}\,b_{12}&a_{13}\,b_{13}\\a_{21}\,b_{21}&a_{22}\,b_{22}&a_{23}\,b_{23}\\a_{31}\,b_{31}&a_{32}\,b_{32}&a_{33}\,b_{33}\end{bmatrix}}}.
Является ассоциативной и дистрибутивной операцией и, в отличие от обычного произведения матриц, коммутативно:
{\displaystyle A\odot B=B\odot A},
{\displaystyle A\odot (B\odot C)=(A\odot B)\odot C},
{\displaystyle A\odot (B+C)=A\odot B+A\odot C}.
Свойства смешанных произведений с другими вариантами умножения матриц: 
{\displaystyle (A\otimes B)\odot (C\otimes D)=(A\odot C)\otimes (B\odot D)}, где {\displaystyle \otimes } — произведение Кронекера;
{\displaystyle (A\bullet B)\odot (C\bullet D)=(A\odot C)\bullet (B\odot D)}, где {\displaystyle \bullet } — торцевое произведение;
{\displaystyle (A\bullet B)(C\ast D)=(AC)\odot (BD)}, где {\displaystyle \ast } — столбцовое произведение Хатри — Рао.

## Приложения
Используется в алгоритмах сжатия с потерями, например, JPEG.
В программных пакетах MATLAB и GNU Octave операция используется как стандартная операция умножения массивов и обозначается символом «.*».
Операция произведения над векторными типами данных в GPGPU-технологиях программирования также реализована по принципу произведения Адамара. Другие примитивные математические операции над векторными типами данных реализованы как покомпонентные операции над их компонентами.

## Блочная версия

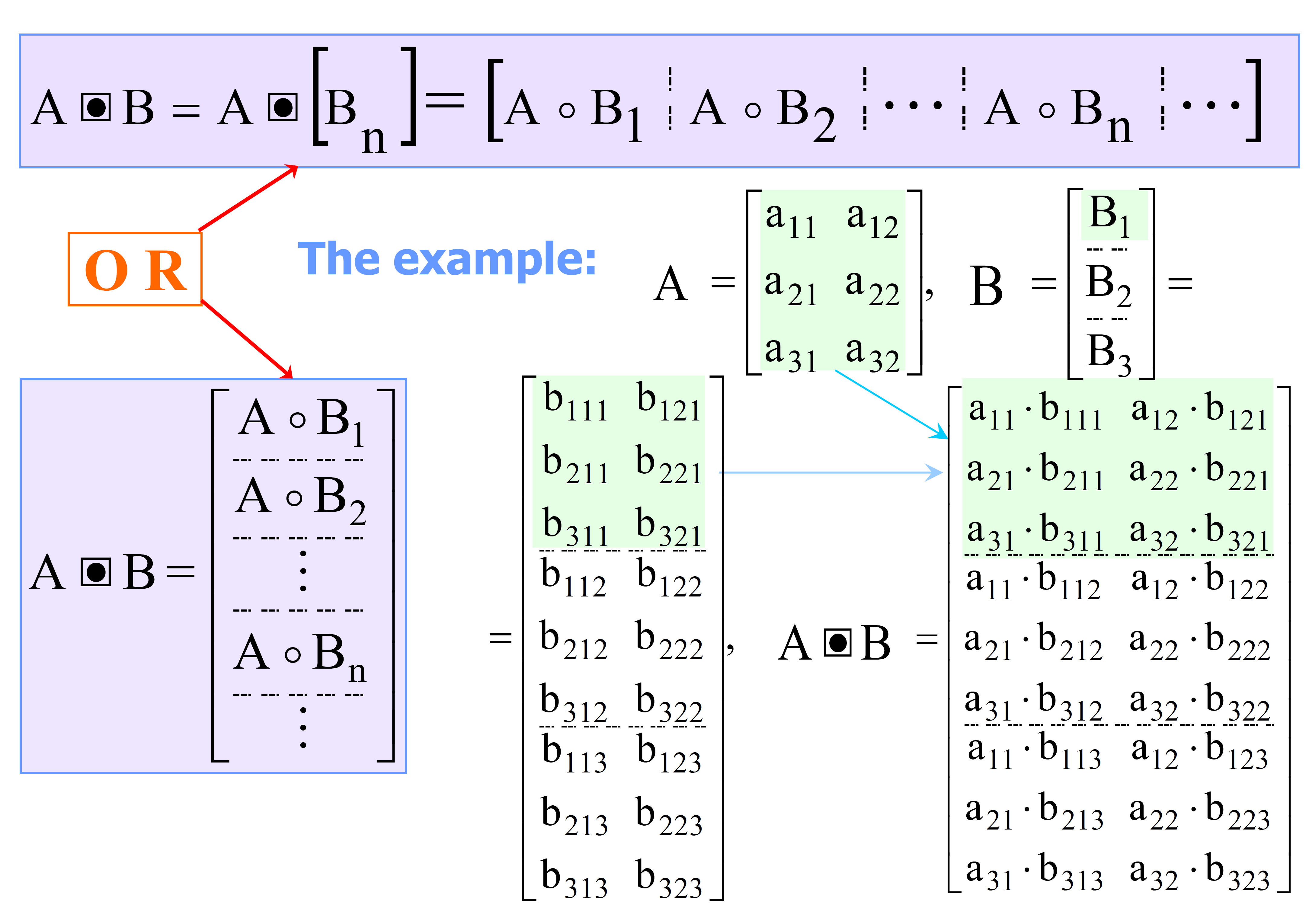
Варианты проникающего торцевого произведения

### Проникающее торцевое произведение
Данный тип матричной операции базируется на произведении Адамара и позволяет поэлементно умножать {\displaystyle p\times g} матрицу {\displaystyle \mathbf {A} } на произвольное количество блоков той же размерности {\displaystyle p\times g}, образующих блочную матрицу {\displaystyle \mathbf {B} }:
{\displaystyle \mathbf {A} [\circ ]\mathbf {B} =\left[{\begin{array}{c | c | c | c }\mathbf {A} \odot \mathbf {B} _{1}&\mathbf {A} \odot \mathbf {B} _{2}&\ ...\ &\mathbf {A} \odot \mathbf {B} _{n}\end{array}}\right]}.
Например, для 
{\displaystyle \mathbf {A} =\left[{\begin{array}{c}1&2&3\\4&5&6\\7&8&9\end{array}}\right],\quad \mathbf {B} =\left[{\begin{array}{c | c | c }\mathbf {B} _{1}&\mathbf {B} _{2}&\mathbf {B} _{3}\end{array}}\right]=\left[{\begin{array}{c c c | c c c | c c c }1&4&7&2&8&14&3&12&21\\8&20&5&10&25&40&12&30&6\\2&8&3&2&4&2&7&3&9\end{array}}\right]}
получим:
{\displaystyle \mathbf {A} [\circ ]\mathbf {B} =\left[{\begin{array}{c c c | c c c | c c c }1&8&21&2&16&42&3&24&63\\32&100&30&40&125&240&48&150&36\\14&64&27&14&32&18&49&24&81\end{array}}\right]}.
Основные свойства:
{\displaystyle \mathbf {A} [\circ ]\mathbf {B} =\mathbf {B} [\circ ]\mathbf {A} };
{\displaystyle \mathbf {M} \bullet \mathbf {M} =\mathbf {M} [\circ ](\mathbf {M} \otimes \mathbf {1} ^{\textsf {T}})},
где {\displaystyle \bullet } - символ торцевого произведения матриц.
{\displaystyle \mathbf {c} \bullet \mathbf {M} =\mathbf {c} [\circ ]\mathbf {M} }, где {\displaystyle \mathbf {c} } - вектор.
Данный вид матричного умножения был предложен в 1998 г. Слюсарем В.И. для описания откликов цифровой антенной решётки с неидентичными приёмными каналами. Кроме того, это произведение позволяет формализовать процесс функционирования свёрточной нейросети. Например, если рассматривать указанную матрицу {\displaystyle \mathbf {A} } как массив пикселей изображения на входе нейросетевого алгоритма, то блоки матрицы {\displaystyle \mathbf {B} } будут соответствовать различным наборам коэффициентов, используемым для формирования свёрточного слоя в нескольких параллельных каналах обработки изображения нейросетью.
Операция проникающего торцевого произведения вектора и матрицы реализована в библиотеке машинного обучения TensorFlow с помощью встроенной функции "tf.multiply".